# František Jakubec
Pour les articles homonymes, voir Jakubec.
František Jakubec (né le 12 avril 1956 à Český Brod à l'époque en Tchécoslovaquie et aujourd'hui en République tchèque, et mort le 27 mai 2016 à Prague) est un joueur de football tchèque (international tchécoslovaque) qui évoluait au poste de défenseur, avant de devenir ensuite entraîneur.

## Biographie

### Carrière de joueur

#### Carrière en club
František Jakubec évolue au cours de sa carrière au sein de trois pays, en Tchécoslovaquie, en Grèce, et en Suisse.
Il évolue pendant 10 saisons en faveur du Bohemians Prague. Il joue 189 matchs en première division tchécoslovaque, inscrivant 12 buts. Il remporte le titre de champion lors de la saison 1982-1983.
Il dispute également 14 matchs en première division grecque (un but), et 42 matchs en première division suisse.
Il participe aux compétitions européennes avec le Bohemians Prague. Il joue à cet effet 4 matchs en Coupe d'Europe des clubs champions, et 26 matchs en Coupe de l'UEFA. Il est demi-finaliste de la Coupe de l'UEFA en 1983, en étant battu par le RSC Anderlecht. Le 20 avril 1983, il inscrit un but contre cette équipe, ce qui s'avère malgré tout insuffisant pour se qualifier pour la finale.

#### Carrière en sélection
František Jakubec reçoit 25 sélections en équipe de Tchécoslovaquie entre 1981 et 1984, inscrivant un but.
Il joue son premier match en équipe nationale le 24 mars 1981, en amical contre la Suisse (défaite 0-1 à Bratislava).
Il dispute trois matchs rentrant dans le cadre des éliminatoires du mondial 1982, et deux rentrant dans le cadre des éliminatoires du mondial 1986. Il joue également huit rencontres comptant pour les éliminatoires de l'Euro 1984.
Il inscrit son seul but avec la Tchécoslovaquie le 28 avril 1982, en amical contre l'Autriche (défaite 2-0 à Vienne).
Il figure dans le groupe des sélectionnés lors de la Coupe du monde de 1982. Lors du mondial organisé en Espagne, il ne joue aucun match.

## Palmarès
Bohemians Prague
- Championnat de Tchécoslovaquie (1) :
  - Champion : 1982-83.
  - Vice-champion : 1984-85.

- Coupe de Tchécoslovaquie :
  - Finaliste : 1981-82.